# Успенська
Успенська — станиця в Росії, Білоглинському районі Краснодарського краю. Центр Успенського сільського поселення.
Станиця розташована в степовий зоні, на берегах річки Калали (притока Єгорлика), за 37 км на південь від районного центру Біла Глина.
Населення — 4,622 тис. мешканців (2002), та 4 185 осіб (2010).
Уродженкою станиці є українська художниця Файнерман Ганна Львівна.